# Pablo Ganet
Pablo Ganet Comitre (Málaga, 1994. november 4. –) spanyol születésű egyenlítői-guineai válogatott labdarúgó, az SS Reyes játékosa.
Az egyenlítői-guineai válogatott tagjaként részt vesz a 2015-ös afrikai nemzetek kupáján.